# Carpathian journal of mathematics
Carpathian journal of mathematics is een internationaal, aan collegiale toetsing onderworpen wetenschappelijk tijdschrift op het gebied van de wiskunde. De naam wordt in literatuurverwijzingen meestal afgekort tot Carpathian J. Math. Het wordt uitgegeven door de in Baia Mare gevestigde Universitatea de Nord en verschijnt 2 keer per jaar. Het is sinds 1961 onder verschillende titels verschenen: Van 1961 tot 1986 als Buletin Stiintific. Seria B. Matematica - Fizica - Chimie - Biologie, en van 1991 tot 2002 als Buletinul Stiintific al Universitatii Baia Mare, Seria B, Fascicola Matematica-Informatica.